# Sint-Lambertuskerk (Lummen)
De Sint-Lambertuskerk is een kerk in Gestel, een gehucht van de Belgische gemeente Lummen. De kerk bevindt zich aan de Gestelstraat 1.
De kerk werd van 1951-1952 gebouwd en in augustus 1952 ingezegend. Het is een sober, witgeschilderd kerkgebouw onder zadeldak, voorzien van een spitse dakruiter met luidklok. Er is een overdekt ingangsportaal, voorzien van drie ronde bogen.
Op 26 oktober 2012 vond de laatste viering plaats, waarna de kerk onttrokken werd aan de eredienst.